# Congrés d'Economia Feminista
El Congrés d'Economia Feminista és la trobada de referència a l'Estat Espanyol i en castellà en economia feminista, i que se celebra des del 2005.
L'economia feminista és un enfocament a l'anàlisi econòmica que ha fet contribucions de pes fins ara. L'anàlisi de la teoria feminista del model econòmic i la globalització; el qüestionament de l'homo economicus; la concepció d'allò econòmic, i l'alienació del sistema econòmic, posant la sostenibilitat de la vida, i la provisió de necessitats, al centre del sistema econòmic; l'equilibri entre el sistema productiu i el reproductiu; el sistema i distribució de les cures; la sostenibilitat mediambiental; la democratització econòmica de l'organització empresarial i la transversalitat de gènere a les institucions públiques i les polítiques econòmiques, entre d'altres.

## Edicions
El VIII Congrés d'Economia Feminista es va celebrar per primera vegada a Barcelona del 16 al 18 de març del 2023, després d'un ric recorregut previ. Després de les edicions de Bilbao 2005, Saragossa 2007, Baeza 2009, Carmona 2013, Vic 2015, València 2019 i Bilbao 2021. El 2011 es va celebrar un seminari-taller i el 2017 una jornada d'economia feminista a Madrid. Tres seminaris previs al VIII Congrés van tenir lloc a la primavera de 2022 i es va dur a terme un exercici de recuperació de memòria dels Congressos, creant un arxiu a la web que els documenta.
El primer Congrés va sorgir arran de l'afinitat entre investigadores participants del Congrés d'economia crítica.

## VIII Congrés d'economia feminista 2023
El VIII Congrés del 2023 – primer celebrat amb participació presencial després de la pandèmia del COVID i després de l'expansió de la digitalització que aquesta va afavorir – va tenir com a tema articulador la digitalització de l'economia i la vida. El lema va ser #Economia #Digital #Feminista per obrir un debat al voltant de la trobada de la confluència, el contrast i la cocreació de les múltiples combinatòries al voltant de la transformació econòmica, les aportacions feministes i la digitalització, afavorint el debat, la trobada i la cocreació entre aproximacions i trajectòries diverses i plurals.
El VIII Congrés va congregar al voltant de 500 persones, entre participants presencials i virtuals. L'edició anterior al Congrés de Bilbao es va celebrar virtualment, i l'edició de Barcelona va voler donar continuïtat a la participació virtual per afavorir-ne l'accessibilitat i la creació de llaços i participació amb altres països, sobretot de Llatinoamèrica (Abya Yala). La VIII edició va comptar amb participants de 50 països, afavorit per la celebració d'un esdeveniment en paral·lel de llançament de la xarxa paneuropea del programa COST Action P-WILL16 sobre enfocaments des del feminisme interseccional a l'economia de plataformes digitals. Les xarxes de ciutats Trenant Cures i la Microxarxa de pressupostos i fiscalitat també es van trobar al Congrés.
L´esdeveniment va tenir lloc a la Nau Bostik17, un emplaçament carregat de simbolisme, d´una nau industrial situada a la perifèria de la ciutat de Barcelona, avui reconvertida després de la mobilització ciutadana en centre social i espai d´experimentació cultural.

## Assistents
- Flora Partenio, activista feminista argentina i integrant de la Xarxa de Feministes del Sud Global DAWN.
- Tiziana Terranova, experta en l'impacte de la tecnologia a la societat i professora de la Universitat de Nàpols.
- Yayo Herrero, antropòloga, professora i activista ecofeminista.
- Rafaela Pimentel, portaveu del col·lectiu de treballadores de la llar i de cures Territori Domèstic.
- Alex Hache, ciberfeminista i membre de Donestech.
- Sasha_Costanza-Chock, investigador i dissenyador amb focus en moviments socials a les xarxes i justícia en els processos de disseny.
- Joana Varon, fundadora i directora del col·lectiu feminista Coding Rights.
- Catherine D’Ignazio, directora del Data + Feminism Lab (MIT).
- Paula Guerra Càceres, activista antiracista, membre d'AlgoRace. (Des) racialitzant la IA.
- Carmen Castro. Economista, activista feminista i integrant de la Càtedra d'Economia Femenista de la Universitat de València (Espanya) i assessora de polítiques públiques.
- Ana Isabel Arenas. Economista, activista feminista i integrant de la Taula d'Economia Feminista de Bogotà (Colòmbia).
- Raquel Coello. Economista feminista, especialista en polítiques d'apoderament econòmic de les dones a ONU Dones -Amèrica Llatina i El Carib.
- Ofir Muñoz. Subsecretaria dels Drets de les Dones, municipalitat de Cali i integrant de la xarxa de ciutats per sistemes de cures.
- Alison Vascónez. Professora d'economia feminista i especialista en drets econòmics de les dones a ONU Dones (Equador).
- Alba Carosio. Coordinadora de la Xarxa Llatinoamericana Dones Transformant l'Economia (REMTE).

## Lectura adicional
- Benería, Lourdes; Stimpson, Catharine R. Women, households, and the economy.  New Brunswick NJ, USA: Rutgers University Press, 1987. ISBN 9780813512648.
- Benería, Lourdes. Women and development - the sexual division of labor in rural societies: a study.  Nueva York, NY, USA: Praeger, 1982. ISBN 9780030618024.
- Benería, Lourdes. The crossroads of class & gender: industrial homework, subcontracting, and household dynamics in Mexico City.  Chicago, IL, USA: University of Chicago Press, 1987. ISBN 9780226042329.
- Benería, Lourdes; Feldman, Shelley. Unequal burden: economic crises, persistent poverty, and women's work.  Boulder, CO, USA: Westview Press, 1992. ISBN 9780813382296.
- Benería, Lourdes; Bisnath, Savitri. Gender and development: theoretical, empirical, and practical approaches.  Cheltenham, UK y Northampton, MA, USA: Edward Elgar Pub, 2001. ISBN 9781840641943.
- Benería, Lourdes. Gender, development, and globalization: economics as if all people mattered.  Nueva York, NY, USA: Routledge, 2003. ISBN 9780415927079.
- Benería, Lourdes; Bisnath, Savitri. Global tensions: challenges and opportunities in the world economy.  Nueva York, NY, USA: Routledge, 2004. ISBN 9780415934411.
- Benería, Lourdes; Permanyer, Iñaki. The measurements of socio-economics gender inequality revisited.  Oxford, UK y Malden, MA, USA: Blackwell Publishing, 2010.
- Benería, Lourdes; May, Ann Mari; Strassmann, Diana L. Feminist economics.  Cheltenham, UK y Northampton, MA, USA: Edward Elgar, 2011. ISBN 9781843765684.
- Carrasco, C. (2006). La economía feminista: una apuesta por otra economía.[4]
- Carrasco, C. (2009). Mujeres, sostenibilidad y deuda social. Revista de educación, (1), 169-191.[5]
- Carrasco, C. (2011). La economía del cuidado: planteamiento actual y desafíos pendientes. Revista de Economía Crítica, nº11, primer semestre 2011, ISSN: 2013-5254.[6]
- Carrasco, C. No es una crisis, es el sistema.[7]
- Carrasco, C. (2012). El cuidado como eje vertebrador de una nueva economía. Cuadernos de Relaciones Laborales. Vol. 31, Núm. 1 (2013) 39-56.[8]
- Carrasco, C. (2014). Economía, trabajos y sostenibilidad de la vida. Sostenibilidad de la vida, 28.[9]
- Carrasco, C. (2016). Sostenibilidad de la vida y ceguera patriarcal. Una reflexión necesaria. ATLÁNTICAS – Revista Internacional de Estudios Feministas, 2016, 1, 1, 34-57.[10]
- Coello. R. (2013). Cómo trabajar la economía de los cuidados en la cooperación para el desarrollo. Sevilla: Doble B Diseño
- Tudela, Rodríguez, García, & Salguero. (2013). Una economía de mucho cuidado: Un acercamiento a la economía de los cuidados. Granada: Economía sin Fronteras.
- (2019) Gálvez Muñoz, Lina y Del Moral Espín, Lucía (Eds.). Infancia y Bienestar: una apuesta política por las capacidades y los cuidados. DeCulturas. Sevilla. ISBN 978-84-949093-0-6
- (2017) Nuñez Seixas, J.M.; Gálvez Muñoz, L. & Muñoz Soro, J. (2017), España en democracia, 1975-2011, Vol.10. Historia de España (J. Fontana & R. Villares Eds.) Barcelona/Madrid; Crítica/Marcial Pons. ISBN 978-84-17067-43-4
- (2016) Gálvez Muñoz, L. (Dir.), La Economía de los cuidados, Editorial DeCulturas, Sevilla. ISBN 978-84-943426-2-2
- (2013) Gálvez, L., Rodríguez, P., Agenjo, A., Domínguez, M., El trabajo de cuidados de mujeres y hombres en Andalucía. Medición y valoración. IAM, Sevilla. ISBN 978-84-695-8563-4[11]
- (2013) Gálvez, L., Rodríguez, P., Agenjo, A., Domínguez, M., El trabajo informal de las mujeres en las empresas familiares en Andalucía. IAM, Sevilla ISBN 978-84-695-8564-1[12]
- (2010) Gálvez Muñoz, L. & Torres López, J., Desiguales, Mujeres y Hombres en la crisis financiera, Icaria, Barcelona, 160 pags. ISBN 9788498882346
- (2010) Gálvez Muñoz, L. & Matus López, M., Trabajo, Bienestar y Desarrollo de las Mujeres en el Ámbito Rural Andaluz, IAM, Sevilla, 171 pags.[13]
- (2008) Gálvez Muñoz, L., Estadísticas Históricas del Mercado de Trabajo en Andalucía, S.XX, Instituto de Estadística de Andalucía, Sevilla. 1- 398, 398 pags.
- (2002): Jones, G.G. y Gálvez Muñoz, L. (Eds.), Foreign Multinationals in the United States. Management and Performance, Routledge, London, 256 pags.
- (2000): Gálvez Muñoz, L., Compañía Arrendataria de Tabacos. Cambio Tecnológico y Empleo Femenino, 1887-1945, Lid Editorial, Madrid, 399 pags. ISBN 9788488717313
- (2019) Martínez-Jiménez, L; Gálvez-Muñoz, L., “We (all) can’t have it all: demystifying celebrity motherhood in the face of precarious lives”. Feminist Media Studies 19 (5), 756-759
- (2016) Gálvez-Muñoz L.; Rodríguez-Modroño, P., “A gender analysis of the great recession and “austericide” in Spain”. Revista Crítica de Ciências Sociais- Critical Review on Social Sciences, 111, 2016, pp.133-152. ISSN 0254-1106.[14]
- (2015) Addabbo T., Rodríguez P. & Gálvez-Muñoz L., “Young people living as couples: How women's labour supply is adapting to the crisis. Spain as a case study”. Economic Systems, vol. 39, issue 1, 27-42.[15]
- (2013) Gálvez-Muñoz L. y Rodríguez-Modroño P. “El empleo de las mujeres en la España democrática y el impacto de la Gran Recesión". Áreas Revista Internacional de Ciencias Sociales, 32: 105-123. ISSN 1989-6190.[16]
- (2000) Gálvez Muñoz, L.,“Género y Cambio Tecnológico: Rentabilidad Económica y Rentabilidad Política de la Gestión Privada del Monopolio de Tabacos, 1887-1945”, Revista de Historia Económica, año XVIII, n.1, Premio Ramón Carande 1999, pp.11-48.